# Karmann
La Karmann è una carrozzeria tedesca, con sede principale ad Osnabrück, fondata nel 1901 e dichiarata insolvente nel 2010.

## La storia
L'attività della Karmann iniziò nel 1901, quando Wilhelm Karmann acquistò una piccola (due edifici e 15 dipendenti) officina di riparazione di carrozze e biciclette e la convertì alla produzione di carrozze di lusso e carrozzerie per automobili.
La prima carrozzeria per automobile venne prodotta, per conto della Durkopp, già nel 1902.
La concentrazione verso l'attività automobilistica avvenne nel 1920, quando la Karmann ottenne commesse da Opel, Mercedes-Benz, Buick, Chrysler, Chevrolet, Hansa e Citroën.
Nel 1934, dopo un viaggio a Detroit, Karmann installò nella sua azienda il primo impianto per produrre telai in acciaio. Con l'estendersi, specialmente negli USA, della produzione di massa aveva capito che non sarebbe stato più possibile utilizzare i tradizionali telai in legno.
Durante gli anni trenta, inoltre, la Karmann si specializzò nella realizzazione di carrozzerie cabriolet e landaulet.
Durante la seconda guerra mondiale la fabbrica venne completamente distrutta dai bombardamenti, ma già nel 1949 Wilhelm Karmann aveva completato la ricostruzione ed ottenuto dalla Volkswagen la commessa per produrre il Maggiolino Cabriolet.
Quando, nel 1952, il vecchio Karmann morì le redini dell'azienda furono prese dal figlio Wilhelm Junior, che continuò lungo la strada disegnata dal padre.
Oltre alla produzione della celebre Volkswagen Karmann Ghia, nelle versioni coupé e cabriolet, venne avviata una proficua collaborazione con la Ford, per conto della quale la Karmann realizzava il telaio monoscocca della Taunus 12M prima serie (1952).

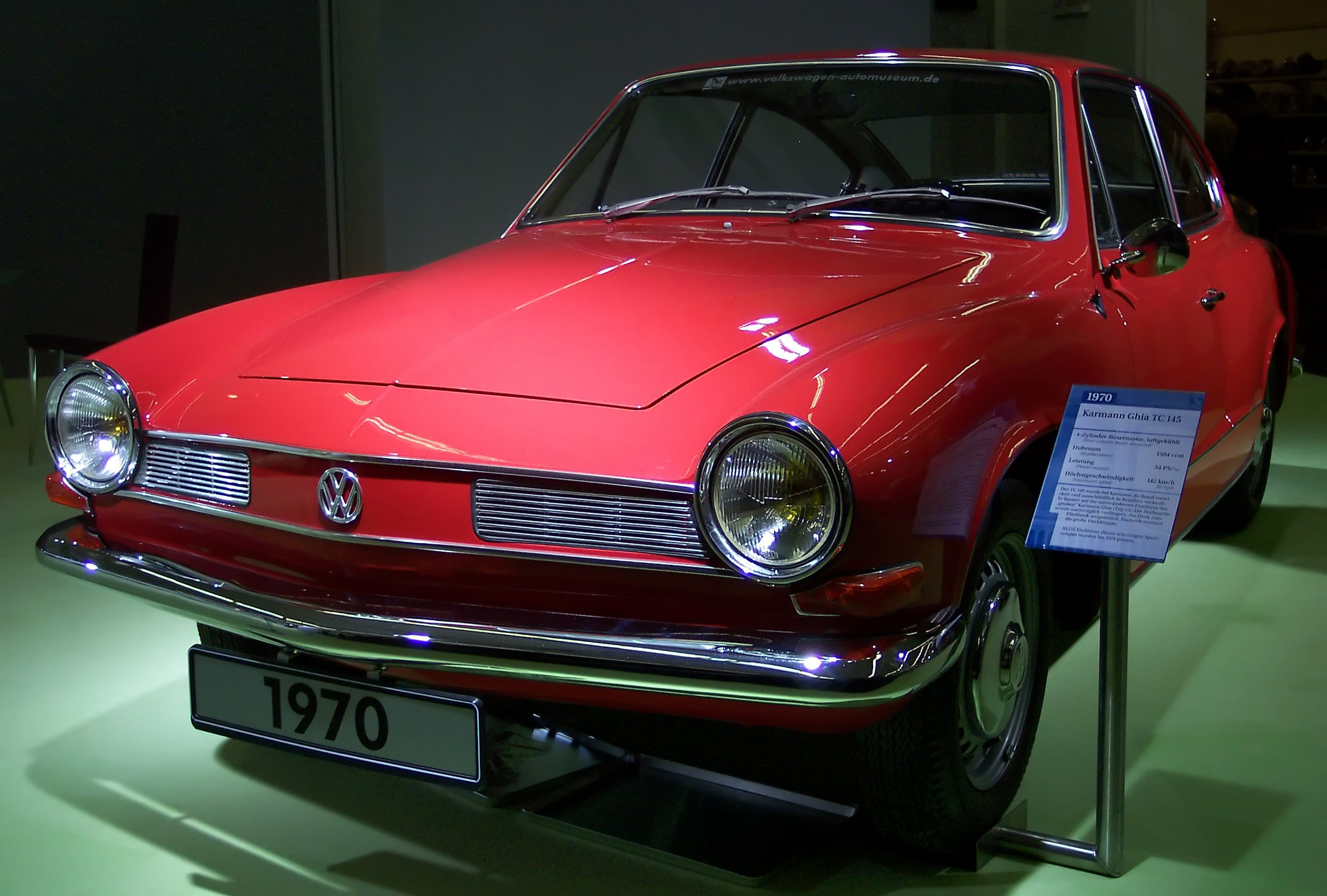
Volkswagen Karmann Ghia TC 145 del 1970

Il principale committente rimaneva la Volkswagen, ma l'attività, nel corso degli anni sessanta, si estese anche alla Porsche (parti di carrozzeria delle celebri 356 e 911), alla BMW (per conto della quale assemblava le 2000C/CS), alla British Leyland (realizzazione della Triumph TR6) e alla Opel (costruzione della Diplomat Coupé V8).
Negli anni settanta venne affidata alla Karmann anche la produzione delle Volkswagen-Porsche 914 e delle Volkswagen Scirocco (1974) e Golf Cabriolet (1979), mentre negli anni ottanta arrivarono anche la Ford Escort Cabriolet, la Jaguar XJ-S Convertible e la Volkswagen Corrado.
Gli anni novanta furono quelli dell'ideazione della formula Coupé-Cabriolet per la Mercedes-Benz SLK, assemblata assieme a modelli più convenzionali come la Renault 19 Spider, la sportiva Ford Escort Cosworth, l'Audi Cabriolet, la Renault Mégane Cabriolet, la Mercedes CLK Cabriolet e la prima serie della Kia Sportage.
All'inizio del XXI secolo la Karmann risultava composta da 5 divisioni. Oltre a quella storica in Germania (che si occupa dell'assemblaggio di vari modelli, tra cui la più recente generazione di Audi A4 Cabriolet (la cui produzione è stata interrotta il 20 febbraio 2009) e la Volkswagen New Beetle Cabriolet), ci sono:
- Karmann USA (con sede a Plymouth, Michigan) che produce componenti per autoveicoli ed engineering solutions;
- Karmann Mexico (con sede a Puebla),  specializzata nella produzione di capote e tetti apribili automatizzati;
- Karmann Portogallo, specializzata nella produzione di sedili per automobili e aeroplani;
- Karmann Brasile, che produce componenti di veicoli per Ford, BMW, Volvo, Daimler, Volkswagen, Fiat e Scania AB.

Nell'aprile del 2009 è stata diffusa la notizia che l'azienda si trova in difficoltà finanziarie tali da dover dichiarare lo stato di insolvenza per la sede tedesca.
Alla fine di giugno 2009 la Karmann è stata chiusa, a 108 anni dalla fondazione.
L'ultima vettura uscita dagli stabilimenti, è stata una Mercedes-Benz CLK Cabriolet.
L'azienda tedesca ha ancora stabilimenti in USA, Messico, Portogallo e Brasile e di queste installazioni non si conosce ancora il destino.
Rimane da capire come verranno evase le richieste delle capote di Bentley Continental GTC, BMW Serie 1 Cabrio, Volkswagen New Beetle Cabrio, e Ford Mustang Convertible, ancora in produzione..
Dal 2010, anno dell'insolvenza, gli impianti in Germania e Polonia sono stati acquisiti dalla Valmet.

### Produzione
La Karmann ha prodotto autoveicoli riassunti nei modelli qui di seguito. 
| Modello                                           | Dal  | al   | Unità  | Note                                                                                         |
| ------------------------------------------------- | ---- | ---- | ------ | -------------------------------------------------------------------------------------------- |
| AMC Javelin                                       | 1969 | 1969 | 281    | Montaggio, verniciatura, completamento. motori 6 & V8 cilindri. Totale 13 con cambio manuale |
| Audi 80 Cabrio                                    | 1997 | 2000 | 12112  |                                                                                              |
| Audi A4 Cabrio                                    | 2002 | 2009 | 187834 |                                                                                              |
| Bentley Continental GTC Cabriolet                 | 2006 | 2010 |        | sistema cabriolet                                                                            |
| BMW 2000 C/CA/CS                                  | 1965 | 1970 | 13700  | 13.151 carrozzerie e 549 veicoli completi                                                    |
| BMW 3,0 CS                                        | 1971 | 1975 | 21147  |                                                                                              |
| BMW 635 CSI                                       | 1976 | 1989 | 86314  |                                                                                              |
| BMW Serie 1 Cabriolet                             | 2008 | 2010 |        | cabriolet                                                                                    |
| BMW F12 Cabriolet                                 | 2010 | 2010 |        | cabriolet                                                                                    |
| Chrysler CrossfireCoupé                           | 2003 | 2007 | 45506  |                                                                                              |
| Chrysler Crossfire Cabrio                         | 2003 | 2007 | 30539  |                                                                                              |
| Ford Escort RS Cosworth                           | 1992 | 1996 | 8082   |                                                                                              |
| Ford Escort FEC Cabrio                            | 1983 | 1990 | 104237 |                                                                                              |
| Ford Escort Cabrio                                | 1990 | 1997 | 80620  |                                                                                              |
| Kia Sportage                                      | 1995 | 1998 | 25984  |                                                                                              |
| Land Rover Defender                               | 2002 | 2005 | 2777   | (in Brasile)                                                                                 |
| Mercedes-Benz CLK (A208) Cabrio                   | 1998 | 2003 | 115264 |                                                                                              |
| Mercedes-Benz CLK (C208) Coupé                    | 2000 | 2002 | 28706  |                                                                                              |
| Mercedes-Benz CLK (A209) Cabrio                   | 2003 | 2009 | 110312 |                                                                                              |
| Mercedes-Benz E Coupé (C 207) e Cabriolet (A 207) | 2009 | 2010 |        | cabriolet                                                                                    |
| Merkur XR4Ti                                      |      | 1983 | 1989   | versione USA della Ford Sierra XR4i                                                          |
| Mini Cabriolet                                    | 2008 | 2010 |        | cabriolet                                                                                    |
| Opel Diplomat A Coupe                             | 1965 | 1967 | 347    |                                                                                              |
| Porsche 914                                       | 1969 | 1976 | 118949 |                                                                                              |
| Porsche 968                                       | 1991 | 1994 | 11803  |                                                                                              |
| Renault 19 Cabrio                                 | 1990 | 1996 | 29222  | carrozzeria e sistema cabriolet                                                              |
| Renault Mégane I Cabrio                           | 1996 | 2003 | 74096  | carrozzeria completa e cabriolet                                                             |
| Renault Mégane II CC Cabrio                       | 2004 | 2009 |        |                                                                                              |
| Renault Mégane III CC Cabrio                      | 2010 |      |        | cabriolet                                                                                    |
| Triumph Motor Company TR6                         | 1969 | 1976 |        |                                                                                              |
| Volkswagen Corrado                                | 1988 | 1995 | 97521  |                                                                                              |
| Volkswagen Golf Cabrio MK I                       | 1979 | 1993 | 388522 |                                                                                              |
| Volkswagen Golf Cabrio Mk III                     | 1993 | 1998 | 129475 |                                                                                              |
| Volkswagen Golf Cabrio Mk IV (Basis Golf III)     | 1998 | 2001 | 82588  |                                                                                              |
| Volkswagen Golf Variant MK III                    | 1997 | 1999 | 80928  |                                                                                              |
| Volkswagen Karmann-Ghia Typ 14                    | 1955 | 1974 | 362601 |                                                                                              |
| Volkswagen Karmann-Ghia Typ 14 Cabriolet          | 1957 | 1974 | 80881  |                                                                                              |
| Volkswagen Karmann-Ghia Typ 34                    | 1961 | 1969 | 42505  |                                                                                              |
| Volkswagen Maggiolino Cabrio                      | 1949 | 1980 | 331847 |                                                                                              |
| Volkswagen Scirocco I                             | 1974 | 1980 | 504153 |                                                                                              |
| Volkswagen Scirocco II                            | 1980 | 1992 | 291497 |                                                                                              |
| Volkswagen LT con Karmann Wohnmobil-Aufbau        | 1980 | 1992 | 891    |                                                                                              |